# HD 12039
DK Ceti eller HD 12039 är en möjlig dubbelstjärna belägen i södra delen av stjärnbilden Valfisken. Den har en skenbar magnitud av ca 8,00 och kräver ett mindre teleskop för att kunna observeras. Baserat på parallax enligt Gaia Data Release 3 på ca 24,2 mas beräknas den befinna sig på ett avstånd av ca 135 ljusår (ca 41,3 parsec) från solen. Den rör sig bort från solen med en heliocentrisk radialhastighet av ca 5,5 km/s.

## Observation
År 2006 upptäcktes en stoftskiva i omlopp kring stjärnan med hjälp av infraröda observationer med Spitzer Space Telescope. Detta stoft tros vara ett asteroidbälte. Stoftets uppmätta temperatur är 110 K, vilket placerar det i en omloppsbana mellan 4 och 6 AE från stjärnan, eller på ungefär samma avstånd som Jupiter kretsar kring solen. Denna stoftskiva kan ha skapats genom att en enda planetesimal med 100 km diameter krossats genom en kollision. Stjärnan visar ingen överskottsemission vid 70 μm, vilket tyder på att det inte har en kall yttre stoftskiva.
Stjärnan undersöktes för närvaron av en exoplanet med en massa i intervallet 2-10 Jupitermassor och ett omloppsavstånd på 3-15,5 AE. Istället upptäcktes 2007 en sannolik följeslagar i en snäv omloppsbana. Detta objekt är separerat från primärstjärnan med 0,15 bågsekund, vilket gör det osannolikt att det är ett bakgrundsobjekt.
HD 12039 har föreslagits ingå i Tucana-Horologium-föreningen (Tuc-Hor), en ström av unga stjärnor med en gemensam rörelse genom rymden. Tuc-Hor-föreningen är cirka 30 miljoner år gammal. Rymdhastighetskomponenterna för stjärnan är [U, V, W] = [−0,6, −16,3, 5,0] km/s. Den kretsar kring Vintergatans galax med en omloppsexcentricitet på 0,06, med ett avstånd som varierar från 7,11−8,01 kpc av den galaktiska kärnan. Lutningen av dess omloppsbana bär den så långt som 90 parsec över det galaktiska planet.

## Egenskaper

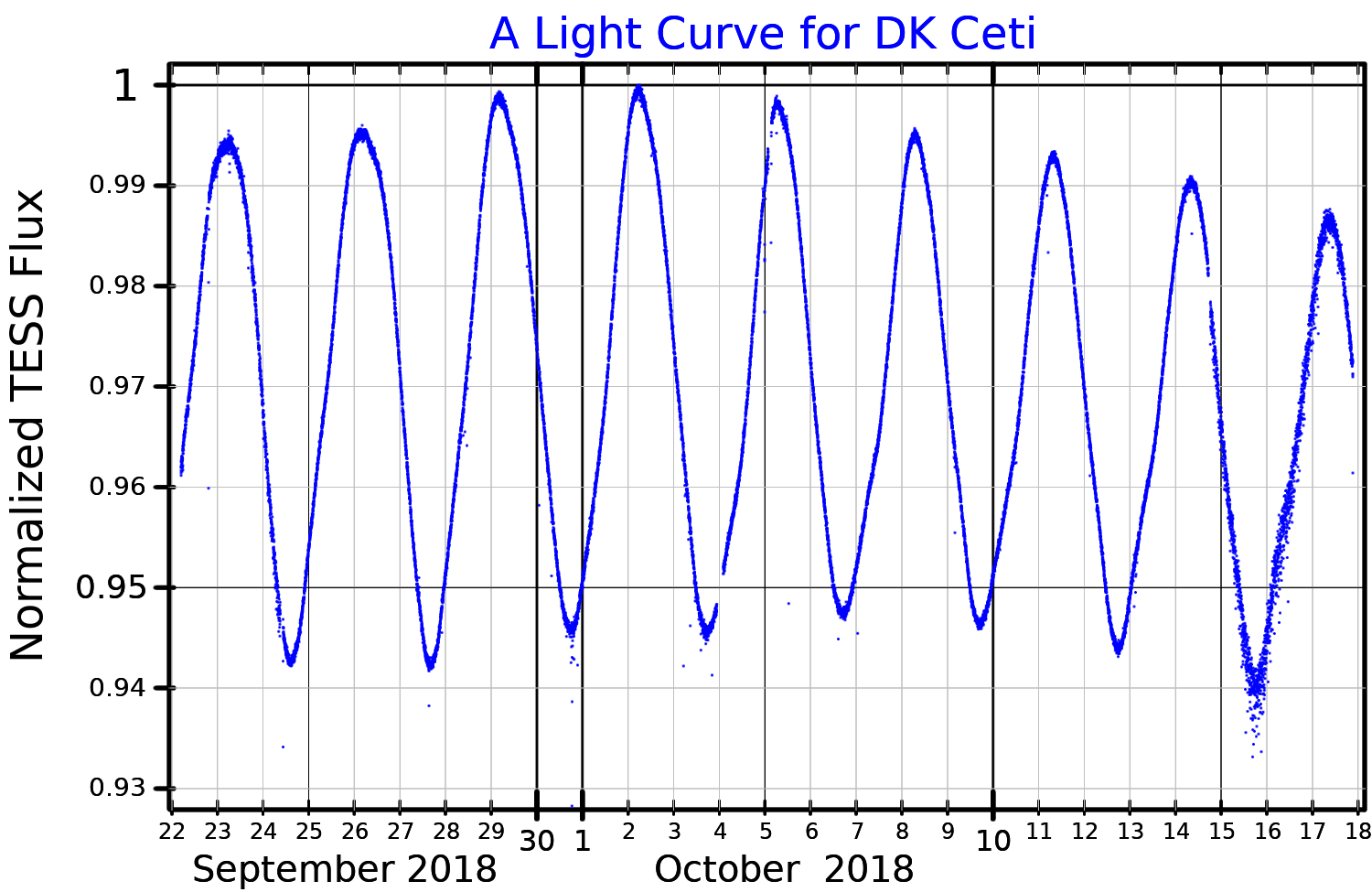
Ljuskurva för DK Ceti, plottad av TESS-data.

Primärstjärnan i DK Ceti är en gul till vit solliknande stjärna i huvudserien av spektralklass G4 V, som kategoriseras som en BY Draconis-variabel på grund av ljusstyrkeförändringar orsakade av ytmagnetisk aktivitet i kombination med stjärnans rotation. Den har en massa av ca 1,0 solmassa, en radie av ca 1,0 solradie och utsänder energi från dess fotosfär motsvarande ca 0,89 gånger solen vid en effektiv temperatur av ca 5&nbs600 K. Den är en ung stjärna med åldersuppskattningar som sträcker sig från 7,5−8 miljoner år till 30 miljoner år.